# Матуш, Алешандре
Алеш Матуш (порт. Alex Matos; 31 мая 1995, Макао) — футболист, выступавший за сборную Макао.

## Биография
Начинал игровую карьеру в чемпионате Макао, где сменил ряд местных клубов. В 2018 году впервые отправился в Португалию, где сыграл 9 матчей за любительский клуб пятого дивизиона «Атлетико Касен». В начале 2019 года выступал в Макао за местный «Спортинг», но летом того же года вновь переехал в Португалию, где продолжил выступать за клубы четвёртого и пятого дивизионов. В 2022 году был игроком итальянского клуба пятого дивизиона «Мадзара».
В составе сборной Макао Матуш провёл 4 матча. Дебютировал в марте 2015 года, сыграв в двух матчах в рамках первого раунда отборочного турнира чемпионата мира 2018 против сборной Камбоджи (0:3; 1:1). В марте 2018 года в последний раз был вызван в сборную и сыграл в товарищеском матче против Маврикия и матче против Мьянмы в рамках третьего отборочного раунда Кубка Азии 2019.

## Личная жизнь
Матуш родился в Макао в семье Паулу Конде (р. 1969, Луанда), уроженца Анголы, который долгое время выступал в Макао и также сыграл 2 матча за местную сборную. Ныне работает тренером.
В 2012 году отец и сын сыграли вместе за «Виндзор Арч Ka Ай», однако одновременно на поле они не находились, поскольку Паулу был заменён в перерыве, а Алеш вышел на замену на 87-й минуте